# Terts (gebedsstonde)
De terts is een van de kerkelijke getijden, een van de kleine getijden. Het staat voor het derde uur, dat vroeger varieerde omdat de uren 's winters korter waren dan 's zomers. Tegenwoordig wordt de terts meestal gebeden rond negen uur 's morgens.
Het officie van de terts begint zoals de meeste getijden met de aanroep God, kom mij te hulp, Heer, haast U mij te helpen. Eer aan de Vader en de Zoon en de Heilige Geest, zoals het was in het begin, en nu, en altijd, en in de eeuwen der eeuwen. Amen, Alleluia! Vervolgens wordt de hymne gezongen, behalve de zeldzame sequentie het enige strofische gezang dat officieel in de rooms-katholieke liturgie een plaats heeft. Hierna volgen drie psalmen, het eigenlijke hart van het officie. In zijn oertijd was het getijdengebed zelfs alleen uit psalmen opgebouwd in navolging van het joodse gebed.
Na de psalmen is er een (meestal korte) schriftlezing (uit de Bijbel dus) die gevolgd wordt door een kort vers.
Na het vers volgt er een kort slotgebed waarmee dit deel van het officie is afgelopen. De sext en de none verlopen precies hetzelfde.
Middeleeuws: metten · lauden · priem · terts · sext · none · vespers · completen

Modern: het inleidend gebed · lezingendienst (metten) · morgengebed (lauden) · middaggebed · avondgebod (vespers) · dagsluiting (completen)